# Juan Berchmans
Juan Berchmans (Diest, Ducado de Brabante, 13 de marzo de 1599-Roma, Estados Pontificios, 13 de agosto de 1621), santo jesuita flamenco, canonizado en 1888.

## Biografía
Nació en Diest, Flandes. Hijo primogénito de Juan Berchmans, artesano, zapatero, e hijo de Isabel der Hove, cuyo padre fue burgomaestre de la ciudad de Diest.
En 1616 ingresó al Noviciado de los jesuitas en Malinas y en 1618 hizo los votos de castidad, pobreza y obediencia.
El general Mucio Vitelleschi lo envió al Colegio Romano para que terminara su noviciado. Allí hizo un voto para defender la doctrina de la Inmaculada Concepción.
Por una enfermedad pulmonar falleció en Roma el 13 de agosto de 1621, con gran pesar de toda la comunidad del Colegio Romano, quienes ya lo consideraban un santo. 
Beatificado por Pío IX en 1865 y canonizado por el papa León XIII en 1888, el mismo día que San Alonso Rodríguez, San Pedro Claver y los siete fundadores de los Siervos de María. Juan Berchmans constituye, junto con Estanislao Kostka (1550-1568) y Luis Gonzaga (1568-1591), un trío de jóvenes considerados santos por la Iglesia católica que ejerció influencia en la espiritualidad jesuítica juvenil.